# فريد تايلور (لاعب كرة سلة مواليد 1948)
فريد تايلور (بالإنجليزية: Fred Taylor)‏ مواليد 5 فبراير 1948 في هيوستن، هو لاعب كرة سلة أمريكي معتزل بدأ مسيرته الاحترافية في سنة 1970. تم اختياره من قبل فريق فينيكس صنز خلال الدرافت. يبلغ طوله 6 قدم 5 بوصة (2.0 م). اعتزل اللعب في 1974.

## المسيرة الاحترافية
لعب مع فينيكس صنز من سنة 1970 إلى 1972، ثم لعب مع سكرامنتو كينغز في موسم 1971–1972، ثم لعب مع سي بي إستوديانتس في الدوري الإسباني في موسم 1973–1974.

## روابط خارجية
- فريد تايلور على موقع إن بي أي (الإنجليزية)
- فريد تايلور على موقع سبورتس رفرنس (الإنجليزية)
- فريد تايلور على موقع ريلجم (الإنجليزية)
- فريد تايلور على موقع بروبوليرز (الإنجليزية)